# Elizeu Araújo de Melo Batista
Elizeu Araújo de Melo Batista (* 28. Mai 1989 in Recife), auch Elizeu genannt,  ist ein brasilianischer Fußballspieler.

## Karriere
Elizeu erlernte das Fußballspielen in der Jugendmannschaft von Sport Recife in Brasilien. Bis 2009 stand er bei Sport in Recife im Bundesstaat Pernambuco unter Vertrag. Bis Ende 2011 spielte er bei den brasilianischen Vereinen Internacional Porto Alegre B, Mirassol FC, Botafogo FR und Palmeiras São Paulo U20. Von letzteren wurde er von Juli 2011 bis Dezember 2012 an den in Portugal beheimateten Verein Nacional Funchal ausgeliehen. Der Klub aus Funchal auf Madeira spielte in der ersten Liga des Landes, der Primeira Liga. Nach Ausleihende wurde er von Nacional fest verpflichtet. Die Saison 2012/2013 spielte er beim Ligakonkurrenten GD Estoril Praia in Estoril. Mitte 2013 kehrte er in seine Heimat zurück. Hier stand er bei EC Vitória, AA Ponte Preta, Comercial FC, FC Treze und dem CS Alagoano unter Vertrag. Mitte 2017 ging er nach Asien. Hier unterschrieb er einen Vertrag beim Suphanburi FC. Der Verein aus Thailand spielte in der höchsten Liga des Landes, der Thai League. In der Rückrunde absolvierte er vierzehn Spiele und schoss dabei zwei Tore. Ende 2017 wurde sein Vertrag nicht verlängert. Petaling Jaya City FC, ein Verein aus Petaling Jaya in Malaysia, der in der Malaysia Super League spielte, nahm ihn ab Februar 2018 unter Vertrag. Bis Ende 2020 bestritt er 31 Ligaspiele und schoss dabei zwei Ligatore.
Seit dem 1. Januar 2021 ist Elizeu vertrags- und vereinslos.